# Вензик
Род Вензик (в польском языке: Wężyk — [venʐɪk] читается как Венжик). Род Вензик - это клан, Берущий свое начало в VI—VII веке нашей эры. Змеевидный Вавельский дракон, которого по одной из легенд убил Крак вместе с своими сыновьями, Краком II и Лехом II стал семейным символом, а позже и гербом. Семья очень быстро разрасталась. с ростом семьи создавались новые отрасли: Костровицкие, Осинские, Вестерские, Борковские, Горянские и Подольские. В отличие от Германских семей или так называемой «Западноевропейской традиции», где каждый из членов семьи мог иметь в семье свой собственный герб, у Поляков до конца XV века существовал единый семейный герб, выражавший кровное родство и единство всех членов семьи, также как в Шотландии или кельтской Ирландии. В начале XV века семья уже имела популярность и авторитет во всей Европе. А также закрепила за собой легенду о Вавельском драконе.

### Происхождение фамилии
Происхождение фамилии Вензик, происходит из польского языка. Это фонетическая транскрипция слова "Wężyk" - [venʐɪk], которое произносится так, как его слышат.
(Примечание: ą = «он» ę = «оен» - читается очень коротко, «o» проглатывается, "Y" после ż = ж читается мягко и средней длины) Wąż - змея, читается как «Вонж», Wężyk - Венжик. 
Как было написано ранее, в польском языке змея это – Wąż а две змеи это – Węże - Венжи. А это уже фамилия - Wężyk. По этой причине нельзя было причислять к семье чужих людей, не имеющих кровного родства. Такие же, правила были и с другими польскими родами. Таким образом, все Вензики являются родственниками и потомками Короля Крака. Первоначальная ветвь семьи проживала в Мехуве, Осинах, Ополе и в Кракове. Род принадлежал мазовецким князьям до Городельской унии. Члены рода были среди 47 семей при основании Великого Княжества Польско-Литовского (Rzeczypospolitej Obojga Narodow) 2.10.1413 год в Хородле. С тех пор "присягнувшие" 47 семей Городельской унии считаются высшей польской и литовской знатью. С пор в Польше и Литве дворянство не делится на Титулы. Княжеские роды обязаны проявлять уважение к друг другу. Только присягнувшие семьи могли голосовать и быть избранными великими герцогами.

### Должности, заслуги и История ч.1
Вензики занимали высшие должности в правительстве. Герцог Велопольский, Герцог Конецпольский, Герцог Бельский, окружной судья, главно-командующий войсками, главный охотник и Т.Д. Из менее значимых должностей Вензики занимали посты. мэров и кастеляны Всхова, Мехова, Кракова и других городов. Роду Вензиков также принадлежали дворцы, замки и поместья в Ковале, Драхимя, Корник и прочих местах... Потомки Костровицкой и Сулковской ветвей стали великими князьями Литовскими, а Амброзиевичи - князьями Малой Польши и Богемии и князем Богемии. Свита Горянских из королевской свиты, сопровождавшей княжну Анну, которая должна была выйти замуж за венгерского короля Ладислава I - Святого, стала очень важным и влиятельным магнатским родом Венгрии. Род правил в Бани в Славонии, Риме и Мачве. Представители обеих ветвей Горянских чередовались с венгерскими палатинами, где они осуществляли фактическое правление Венгрией от имени короля более 100 лет. Их основными местами проживания были Девин, Будин и Шиклос. В их число также входили Липтовский уезд, Ухровец и Пресбург (Братислава). Среди важных церковных деятелей был Ян Вензик который стал архиепископом Гнездена и примасом Польши. После смерти короля Владислава IV он правил во время междуцарствия как де-юре и вице-король, до избрания нового короля. Это дало семье привилегию короновать новых королей Польши, что в последствии и происходило несколько раз. А также давало множество других значимых привилегий. Как примас Польши, Ян Вензик также имел светский титул князей Римской империи. Вензики правили не только духом, но и мечом. Другой Ян Вензик, будучи князем Подольским, нанес Татарам в Польско – монгольской войне сокрушительное поражение, обратив Татаров в бегство. О храбрости рода Вензик свидетельствует тот факт, что пять членов семьи получили высшую военную награду – орден Virtutti Military. Эта награда считается одной из самых престижных военных орденов в мире, наряду с Крестом Виктории. Другие Вензики были обладателями Ордена Белого Орла или Орден Св. Георгия. Как важные командующие войсками Вензики заявили о себе также за пределами Польши и Литвы. О членах семьи в Польше существует несколько национальных легенд, описывающих их героические подвиги.

### история ч.2
Вензики упоминаются на территории современной Словакии с 1540 года. Около 1590 года Станислав Вензик женился на баронессе Элизабет Пограни, дочери барона Бенедикта из рода Немеш Курт. Он участвовал в боях против турок. Пограний был владельцем и капитаном замка Виглаш и важным антитурецким борцом в звании задунайского генерала. Виглаш выдал своих дочерей замуж за самых храбрых командиров своей армии Станислава Вензика и Ладислава Зая де Комёра. Позже Станислав Вензик пал в битве с турками около 1595 года в битве за земли Польско-Литовского княжества. Поскольку он также стал шурином барона Ладислава Зайсова в результате брака с баронессой Альжбетой Пограни, его потомки нашли убежище у Зайсов в замке Угровец, который уже принадлежал им в то время. Но больше всего Засова интересовали не сироты, а их владения, особенно Немеш-Кюрт (Земянские сады), замок Виглаш и усадьба Ясловске-Богунице, в которых они как совладельцы имели значительную долю. До конца не известно, как семья Зай лишила их имущества. Вероятно, они подлым и обманным путём передали имущество детей-сирот в свое управление. С этого времени на службе у Заевых работали и другие Вензики. Здесь они выполняли важные экономические функции. В 1659 году монарх восстановил дворянский статус Венгрии и всей Св. Римской империи, за заслуги в борьбе с Турками. В 1675 году они занесены в список шляхты Братиславской кафедры. Однако, будучи небогатой семьей, они не смогли выполнить ни одной важной функции. Исключением является Гашпар Вензик, который около 1845 года работал присяжным заседателем Прешпорской столицы.
 
По браку семья связана кровным родством с венгерскими семьями Зай де Кёмёр, Баласса де Дьярмат, Пограний де Немеш Курт, Когари де Чабрак, Калноки де Кёвёшпатак, Добса, Понграч, Ванко, Требичавский, Бабиндали, Текели, Шура, Козич, Млынар, Кушнер.
После 1804 года они покинули Ухровац и поселились в Трнаве и ее окрестностях. Вензики живут там и сегодня. Уже другой Ян Вензик также был членом артиллерийской бригады в Тренчине, сыгравшей важную роль в создании независимой Чехословакии после окончания Первой мировой войны.

### Важные фигуры и потомки
Из других стран, где работали Вензики, следует упомянуть выдающегося французского поэта Гильема Вензика Костровицкого-Аполлинера, который был также внуком Наполеона I. Юзефа Вензика (Венцига), который был учительница Жофии Чотковой, жены наследника австрийского венгерского престола, убитой в Сараево. Его наиболее известные либретто к операм Сметаны «Опета Либуша», «Далибор» и другие. Именем Джозефа Вензика названа улица в центре Праги. Богдан Вензик Хмельницкий, атаман казаков и  современной, Украины. В настоящее время Вензиков можно найти по всему миру в Интернете. Они работают в компьютерном центре NASA, работают защитниками окружающей среды на Амазонке, врачами в Египте, они руководят коммерческим концерном в Нидерландах, или судостроительной верфью в России. Также Вензиков можно встретить в качестве спортсменов, участвующих в международных соревнованиях, или студентов университетов по всему миру...